# Verdrag van Naumburg (1554)
Het Verdrag van Naumburg (Duits: Naumburger Vertrag) werd op 24 februari 1554 in Naumburg gesloten tussen keurvorst August Saksen uit de Albertijnse linie van het huis Wettin en hertog Johan Frederik van Saksen uit de Ernestijnse linie. Door het verdrag kregen de Ernestijnen een aantal gebieden terug van de Albertijnen, in ruil voor de erkenning van de Albertijnse keurvorstelijke waardigheid.

## Voorgeschiedenis

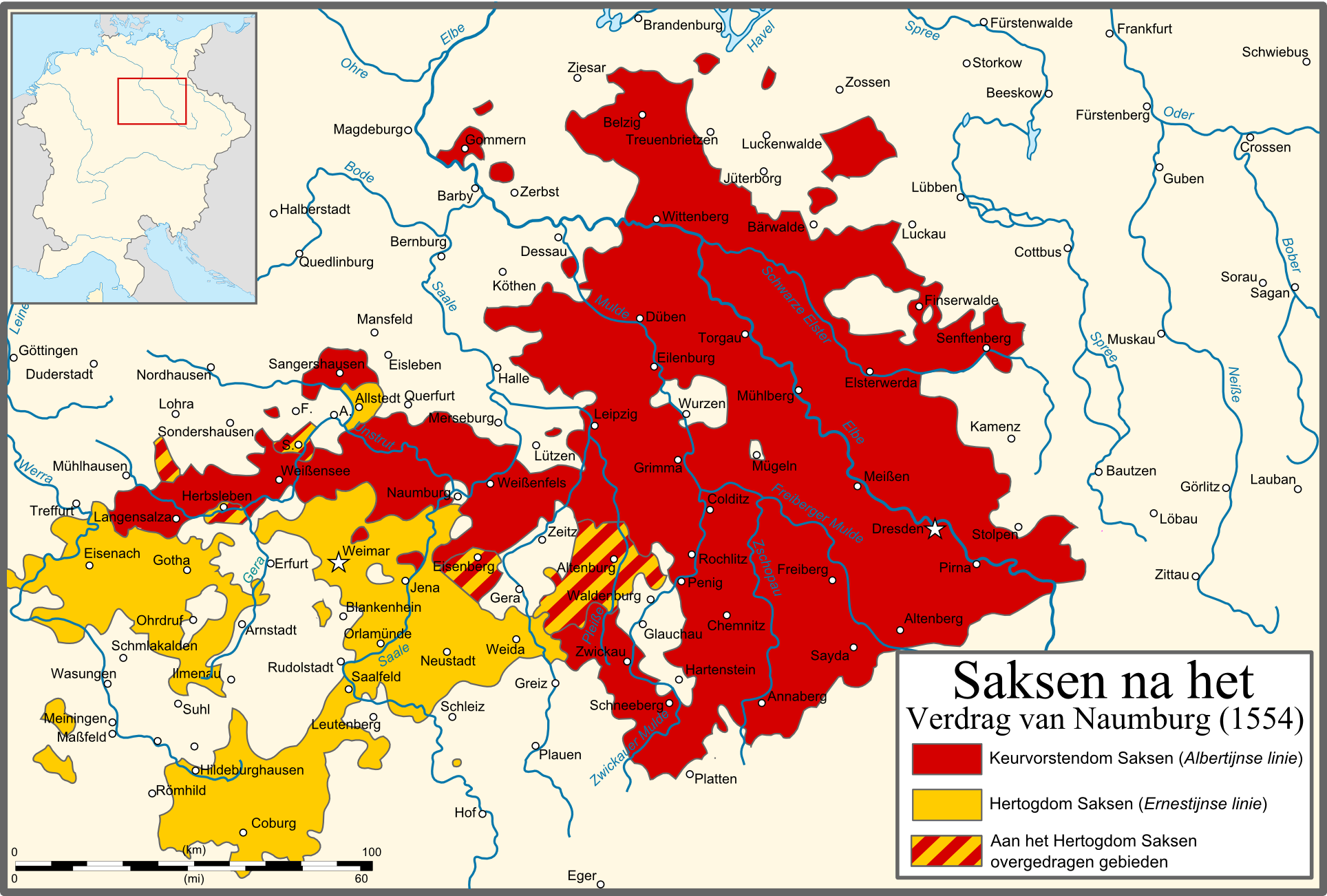
Kaart van de Saksische gebieden in 1554.
Keurvorstendom Saksen (Albertijns)
Hertogdom Saksen (Ernestijns)
De gebieden die door August aan Johan Frederik werden overgedragen zijn gearceerd.

Tijdens de Schmalkaldische Oorlog verbond de Albertijnse hertog Maurits van Saksen zich met keizer Karel V tegen de protestantse Schmalkaldische Bond. De bond werd geleid door Keurvorst Johan Frederik I van Saksen. Na de nederlaag van de bond tekende Johan Frederik in 1547 de Capitulatie van Wittenberg en werd hij door de keizer gevangengenomen. Maurits werd voor zijn steun aan de keizer beloond met de keurvorstelijke waardigheid en het grootste deel van de landen van Johan Frederik.
De Ernestijnen zagen samen met een aantal protestantse rijksvorsten en een deel van de Saksische staten Maurits echter als een Usurpator. Toen Johan Frederik vijf jaar na zijn gevangenneming werd vrijgelaten, stuurde hij dan ook een afvaardiging naar de keizer om de keurvorstelijke waardigheid terug te krijgen.

## Het verdrag
Onder bemiddeling van de koning van Denemarken sloot Maurits' broer en opvolger August de al in 1547 begonnen onderhandelingen met de Ernestijnen op 24 februari 1554 af. In het Verdrag van Naumburg werd bepaald dat de Ernestijnen de Amten Altenburg, Eisenberg, Herbsleben en Sachsenburg terugkregen. Daarnaast betaalde de keurvorst 100.000 gulden aan Johan Frederik. In ruil daarvoor gaf Johan Frederik zijn aanspraken op het keurvorstendom Saksen op en erkende hij August als keurvorst, hoewel Johan Frederik de titel "geboren keurvorst" mocht blijven voeren.
Het verdrag werd mede ondertekend door koning Ferdinand I van Bohemen, koning Christiaan III van Denemarken, keurvorst Joachim II van Brandenburg, hertog Willem V van Gulik-Kleef-Berg en landgraaf Filips I van Hessen. Johan Frederik ondertekende het verdrag op 2 mei, twee dagen voor zijn dood.

## Gevolgen van het verdrag
Met het verdrag werd het conflict tussen de twee takken van het Saksische vorstenhuis bijgelegd en had August een van de grootste problemen die het keurvorstendom bedreigden opgelost. August kon de rest van zijn regeerperiode gebruiken voor de opbouw van Saksen.
Een van de zonen van Johan Frederik I, Johan Frederik II, probeerde later met geweld het keurvorstendom op de Albertijnen te heroveren. Deze laatste poging van de Ernestijnen om het keurvorstendom opnieuw in handen te krijgen mislukte, waarna de Albertijnen hun positie opnieuw hadden veilig gesteld.